# Frank Belknap Long

Frank Belknap Long, dată necunoscută

Frank Belknap Long (n. 27 aprilie 1901 - d. 3 ianuarie 1994) a fost un scriitor prolific american, care a scris mai ales literatură de groază, științifico-fantastică, fantezie, poezie, literatură gotică, benzi desenate și non-ficțiune. El este cel mai bine cunoscut pentru povestirile sale de groază și științifico-fantastice, mai ales cele care fac parte din mitologia Cthulhu.

## Biografie
S-a născut în New York City în 1901 și a crescut în Harlem, Manhattan.  A trăit toată viața sa în New York. De mic copil a fost fascinat de istoria naturală și a scris că "a vrut să fugă de acasă ca să studieze pădurile tropicale din bazinul Amazonului." H. P. Lovecraft a fost un prieten apropiat și mentor al lui Frank Belknap Long, cei doi cunoscându-se în 1920, când Long  avea 19 ani.

## Opere (selecție)

### Poezie
- A Man from Genoa (1926)
- The Goblin Tower (1935)
- On Reading Arthur Machen (1949)
- The Marriage of Sir John de Mandeville John Mandeville (1976)
- In Mayan Splendor (1977; include conținut din A Man from Genoa și The Goblin Tower plus alte poeme)
- When Chaugnar Wakes Chaugnar Faugn (1978)
- The Darkling Tide: Previously Uncollected Poetry (1995; editor Perry M. Grayson)

### Romane
- Space Station 1 (1957)
- Mission to a Distant Star
- Woman from Another Planet (1960)
- The Horror Expert (1961)
- The Mating Center (Chariot Books,1961)
- Mars is My Destination (1962)
- The Horror from the Hills (1963)
- Three Steps Spaceward (1963)
- It Was the Day of the Robot (1963)
- The Martian Visitors (1964)
- Mission to a Star (1964)
- Lest Earth Be Conquered (1966)
- This Strange Tomorrow (1966)
- So Dark a Heritage (Lancer Books,1966)
- Journey Into Darkness (1967)
- ...And Others Shall Be Born (1968)
- The Three Faces of Time (1969)
- To the Dark Tower (Lancer Books, 1969)
- Monster From Out of Time (1970)
- Survival World (1971)
- The Witch Tree (Lancer Books, 1971)
- Fire of the Witches (Popular Library, 1971)
- The Shape of Fear (Beagle Books, 1971)
- The Night of the Wolf (1972)
- House of the Deadly Nightshade
- Legacy of Evil (Beagle Books, 1973)
- Crucible of Evil (Avon, 1974)
- The Lemoyne Heritage (Zebra Books, 1977)
- Rehearsal Night (1981)
- Ghor Kin-Slayer

### Colecții de povestiri
- The Hounds of Tindalos (1946)
- John Carstairs: Space Detective (1949)
- The Horror from the Hills (1963)
- Odd Science Fiction (Aug 1964) (retipărită ca The Horror from the Hills în 1965).
- The Dark Beasts and Eight Other Stories from the Hounds of Tindalos (1964).
- The Rim of the Unknown (1972).
- The Black Druid and Other Stories. (1975)
- A Dangerous Experiment (1977)
- The Early Long (1975) (retipărită ca The Hounds of Tindalos în 1979).
- Night Fear (Zebra Books, 1979)
- Escape from Tomorrow: Three Previously Unreprinted Weird Tales (1995)
- The Man Who Died Twice & Three Others (2009)

### Piese de teatru
A Guest in the House (pentru CBS, 1954)

### Înregistrări
Înregistrări audio

### Memoriile lui H.P. Lovecraft
- "Random Memories of H.P. Lovecraft" (Marginalia)
- "H.P.L. in Red Hook" (în The Occult Lovecraft, ed. Anthony Raven, 1975)
- Howard Phillips Lovecraft: Dreamer on the Night Side (Arkham House, 1975). (Revizuire limitată de James Turner).
- "H.P. Lovecraft". Poem. Weird Tales (iunie 1938)

### Introduceri la cărțile alor autori
- Joseph Payne Brennan. The Chronicles of Lucius Leffing. Donald M. Grant, Publisher, 1977.
- Richard Lupoff. The Return of Skull-Face. Fax Collectors Editions.

## Premii
- Premiul First Fandom Hall of Fame (1977)
- Premiul World Fantasy pentru realizări de o viață (în 1978 la a 4-a convenție World Fantasy)
- Premiul Bram Stoker pentru realizări de o viață (în 1987, din partea Horror Writers Association).

## Ecranizări
- Povestirea sa "The Space Eaters" a fost adaptată într-un serial TV cu 63 de episoade denumit Monsters, cu Richard Clarke, Mart Hulswit și Richard M. Hughes.[2][3]

## Legături externe
- Frank Belknap Long la Internet Speculative Fiction Database
- Frank Belknap Long: Fantasist of Multiple Dimensions (biographical essay by Perry M. Grayson) Arhivat în 9 noiembrie 2005, la Wayback Machine.
- Long's gravesite at Woodlawn Cemetery, Bronx County *Frank Belknap Long la Find a Grave
- Frank Belknap Long Bibliography (w Photo)
- Lucrări de sau despre Frank Belknap Long în biblioteci (catalog WorldCat)